# Bratica
Bratica (en serbe cyrillique : Братица) est un village du sud-est du Monténégro, dans la municipalité d'Ulcinj.

## Démographie

### Évolution historique de la population
| 1948 | 1953 | 1961 | 1971 | 1981 | 1991 | 2003 |
| ---- | ---- | ---- | ---- | ---- | ---- | ---- |
| 352  | 372  | 383  | 397  | 346  | 429  | 232  |